# 이도흥
이도흥(李道興)은 당나라의 종실(宗室)이다. 635년에 교주도독(交州都督)에 임명되었다. 교주의 장려(瘴癘)로 인해 재임 중에 걱정하다 죽었다.